# 穆哈拉格
穆哈拉格（阿拉伯语：‎，意为“灰尘之地”）是巴林王国全国仅次于现首都麦纳麦及里法的第三大城市，也是巴林故都（1923年以前）和同名省份的省会，位于同名岛屿上。巴林国际机场位于该市东部。